# Eudoxus (månekrater)
Eudoxus er et fremtrædende nedslagskrater på Månen. Det befinder sig på den nordlige del af Månens forside og er opkaldt efter den græske astronom Eudoxos fra Knidos (ca. 408 – 355 f.Kr.).
Navnet blev officielt tildelt af den Internationale Astronomiske Union (IAU) i 1935. 

## Omgivelser
Eudoxuskrateret ligger øst for den nordlige spids af Montes Caucasus-bjergkæden og syd for det fremtrædende Aristoteleskrater. Mod syd ligger de ødelagte rester af Alexanderkrateret, og det lille krater Lamèch ligger mod sydvest.

## Karakteristika
Eudoxus' indre rand har flere terrasser, mens den ydre rand har lidt nedslidte volde. Krateret mangler en egentlig central top, men en samling lave bakker ligger omkring bundens midte. Resten af bunden er forholdsvis jævn.

## Satellitkratere
De kratere, som kaldes satellitter, er små kratere beliggende i eller nær hovedkrateret. Deres dannelse er sædvanligvis sket uafhængigt af dette, men de får samme navn som hovedkrateret med tilføjelse af et stort bogstav. På kort over Månen er det en konvention at identificere dem ved at placere dette bogstav på den side af satellitkraterets midte, som ligger nærmest hovedkrateret. Eudoxuskrateret har følgende satellitkratere:
| Eudoxus | Længde  | Bredde  | Diameter |
| ------- | ------- | ------- | -------- |
| A       | 45,8° N | 20,0° Ø | 14 km    |
| B       | 45,6° N | 17,4° Ø | 8 km     |
| D       | 43,3° N | 13,2° Ø | 10 km    |
| E       | 44,3° N | 21,1° Ø | 6 km     |
| G       | 45,4° N | 18,8° Ø | 7 km     |
| J       | 40,8° N | 20,2° Ø | 4 km     |
| U       | 43,9° N | 20,3° Ø | 4 km     |
| V       | 43,1° N | 18,9° Ø | 4 km     |

## Måneatlas
- Billeder af Eudoxuskrateret i LPI-måneatlasset